# Планетарій в Музеї техніки Палацу культури і науки
Планетарій в Музеї техніки знаходиться в Палаці культури і науки в Варшаві і є місцем лекцій і шоу з астрономії. У ньому використовувався проектор Zeiss, за допомогою якого на внутрішній стороні купола відтворювалося зображення неба, видимого на обраній широті північної півкулі Землі в будь-який час доби і року.

## Історія планетарію
Планетарій був встановлений в 1972 році в кімнаті, де знаходились експонати, присвячені астрономії та космонавтиці. Офіційне відкриття відбулося 17 липня 1972 року. У 1970-х роках сеанси могли дивитися до 54 осіб, але в 1981 році ця кількість була обмежена до 34. З 1972 по 2001 рік в планетарії відбулось 20000 сеансів для приблизно 550000 осіб.
У 2012 році планетарій був реконструйований. Постелено негорючий звукопоглинальний килим та встановлено нову систему кондиціонування.